# Ноа Нурмі
Ноа Крістіан Нурмі (фін. Noah Kristian Nurmi, нар. 6 лютого 2001, Гельсінкі, Фінляндія) — фінський футболіст, півзахисник клубу «Інтер» (Турку) та молодіжної збірної Фінляндії.

## Ігрова кар'єра

### Клубна
Ноа Нурмі є вихованцем гельсінского футболу, де він починав грати у клубах нижчих дивізіонів. У грудні 2017 року футболіст уклав довготривалий контракт з данським клубом «Есб'єрг». Але в чемпіонаті Данії Нурмі провів лише одну гру - 12 липня 2019 року проти «Мідтьюлланна».
У вересні 2019 року Нурмі підписав з клубом новий контракт до літа 2022 року. Та у січні 2020 року півзахисник, не маючи постійної ігрової практики, відправився в оренду до кінця року у фінський клуб «Інтер». А на початку 2021 року Нурмі підписав з фінським клубом контракт на повноцінній основі. І в сезоні 2021/22 дебютував на міжнародній арені - у матчах кваліфікації Ліги конференцій.

### Збірна
З 2017 року Ноа Нурмі є гравцем юнацьких та молодіжної збірних Фінляндії.